# Андрій (Сапеляк)
Андрій Михайлович Сапеля́к (пол. Andrzej Sapelak, ісп. Andrés Sapelak; 13 грудня 1919, Ришкова Воля, тепер Польща — 6 листопада 2017, Винники, Львів) — єпископ-емерит української греко-католицької єпархії в Аргентині.

## Біографія
Народився у селі Ришкова Воля Ярославського повіту. Він був першою дитиною в українській селянській родині Михайла Сапеляка та Агафії Ярош, та мав молодших братів та сестер: Василя, Емілію, Марію та Ярослава. Його батько мав тільки народну освіту. Однак у австрійському війську служив у чині підофіцера. Після закінчення Перемишльської гімназії Андрій вступив до згромадження Отців Салезіян. 29 червня 1949 року був висвячений у священники. Вищу освіту здобув у Салезіянському університеті в Італії (Турин), факультет канонічного права.
1951 року організував у Франції Українську малу семінарію і був її першим ректором.
1961 року о. Андрія іменовано першим єпископом українських вірних у Аргентині, де він працював 36 років. Спочатку Владика Андрій був іменований Апостольським Візитатором для українців католиків в Аргентині, а після створення єпархії — Апостольським адміністратором Української католицької єпархії в Аргентині.
1968 року разом з владикою протопресвітером Борисом Арійчуком був обраний до керівних органів Української центральної репрезентації в Аргентині.
1997 року Владика Андрій повернувся в Україну. На 80-у році життя відбув з пасторальною місією у місто Верхньодніпровськ Дніпропетровської області, де працював до 2014 року.
У 2014 році переїхав у м. Винники (Личаківського району м. Львова), де і проживав до смерті.
Владика Андрій Сапеляк відомий як діяч Вселенської церкви: член комісії Східних Церков на Другому Ватиканському соборі (1962 — 1966).
Восени 2013 року 93-річний Єпископ Української греко-католицької церкви у Львові отримав паспорт громадянина України. Отримуючи документ, владика оповів що зробив це з любові до України:

| «Я 15 років живу в Україні і тішусь з того, що можу тут жити і вмирати. Коли я був поза Україною, я завжди працював для українців. Я так жив Україною, працював для України, що хотів їхати в саме її серце. Це моє свідоме рішення — стати громадянином України»[1]. |

## Смерть та поховання
Помер 6 листопада 2017 року у місті Винники, яке входить до складу міста Львова.
Похований 9 листопада на міському кладовищі м. Винники.

## Праці
Владика автор праць:
- «Українці в Аргентині» (Буенос-Айрес, 1963),
- «Українська церква на II Ватиканському Соборі» (Рим, 1967),
- «Отець Степан Вапрович» (Рим, 1970),
- «Отець Іван Сенишин» (Львів, 1997),
- «Київська церква на Слов'янському Сході» (Львів, 1999),
- «Україна крізь віки. Релігійно церковний аспект»
- численних статей у аргентинських іспаномовних журналах та публікацій катехитично-літургійного змісту.